# Фабрика (гурт)
«Фабрика» — російський жіночий попгурт, що з'явився в ході російського проєкту «Фабрика зірок-1» і посів на ньому 2-е місце. Продюсер групи — Ігор Матвієнко. У рамках туру «Фінал у твоєму місті» дали понад 200 концертів. Пісня «Про любов» протрималася 26 тижнів у хіт-парадах.

## Історія
Спочатку до групи входили: Ірина Тонева, Саті Казанова, Олександра Савельєва і Марія Алаликіна, але пізніше Алаликіна покинула колектив, вирішивши присвятити себе навчанню і влаштувати особисте життя. Дівчина вийшла заміж та прийняла іслам. Продюсери вирішили нікого не брати на місце Алаликіної
Довгий час Саті, Ірина та Олександра виступали втрьох. У травні 2010 року колектив залишила Саті Казанова, тому що вирішила зайнятися сольною творчістю. На її місце була запрошена колишня солістка російського попгурту «Hi-Fi» — Катерина Лі.
2011 року гурт бере участь у проєкті «Фабрика зірок. Повернення», де змагаються випускники «Фабрики зірок» різних років, кожен з яких колись починав свою кар'єру в «Зоряному Будинку». «Фабрика» входить в команду продюсера Ігоря Матвієнка.
В липні 2013 року колектив відправився знімати кліп «Не родись красивой». На зніманнях кліпу Катерина Лі отримала травму спини і її відсторонили від роботи достроково.
У січні 2014 Катерина Лі офіційно підтвердила, що покидає групу з причини своєї подальшої сольної самореалізації на сцені, особистого щастя і зміцнення свого здоров'я. Ігор Матвієнко вирішив запросити на місце Катерини Лі учасницю кастингу «Хочу в ВІА Гру» Олександру Попову.
З січня 2014 офіційний склад колективу — Ірина Тонева, Олександра Савельєва і Олександра Попова. Таким склад був впродовж 5 років, поки не з'ясувалось, що Савельєва вагітна.
Олександра народила дитину у березні 2019 року. На її місце ще в лютому запросили Антоніну Клименко з групи «Мобільні блондинки», проте вона не сприймалась глядачами. Всі розуміли, що цей склад є тимчасовим. І поки гурт давав концерти, продюсер підшуковував нову учасницю на постійне місце роботи. Олександра Савельєва повідомила, що не збирається повертатись до «Фабрики» та влаштовуватиме своє особисте щастя з актором Кирилом Сафроновим.
У жовтні 2019 року стало відомо, що Антоніна покинула колектив, а новою учасницею гурту стала Марія Гончарук, яка брала участь у шоу «Хочу в ВІА Гру» та дійшла до фіналу. Також вона була солісткою колективу «Дінама», який розпався через конфлікт з іншою учасницею Діаною Іваницькою.
1 березня 2021 року колектив покинула Олександра Попова, вирішивши почати сольну кар'єру. Її замінила Валерія Девятова. 31 березня 2022 року Валерія Дев'ятова зробила пост в Instagram де оголосила що йде з гурту але продовжить виступати до появи нової солістки

### Реакція на напад Росії
Після початку повномасштабної російсько-української війни гурт підтримав окупантів та взяв участь у гастрольному турі «Za Росію», спрямованому на підтримку воєнних дій Росії в Україні.

## Склад
До складу групи входять Ірина Тонева, Катерина Москалева і Валерія Дев'ятова.
| Период                       | Состав       | Состав               | Состав            | Состав          |
| ---------------------------- | ------------ | -------------------- | ----------------- | --------------- |
| Грудень 2002 — Травень 2003  | Ірина Тонева | Олександра Савельєва | Саті Казанова     | Мария Алаликіна |
| Травень 2003 — Травень 2010  | Ірина Тонева | Олександра Савельєва | Саті Казанова     |                 |
| Травень 2010 — Лютий 2014    | Ірина Тонева | Олександра Савельєва | Катерина Лі       |                 |
| Лютий 2014 — Лютий 2019      | Ірина Тонева | Олександра Савельєва | Олександра Попова |                 |
| Лютий — Жовтень 2019         | Ірина Тонева | Антоніна Клименко    | Олександра Попова |                 |
| Жовтень 2019 — Березень 2021 | Ірина Тонева | Марія Гончарук       | Олександра Попова |                 |
| Березень 2021 — Лютий 2022   | Ірина Тонева | Марія Гончарук       | Валерія Дев'ятова |                 |
| Лютий 2022 — по наш час      | Ірина Тонева | Катерина Москалева   | Валерія Дев'ятова |                 |

## Дискографія

### Альбоми
- 2003 — Девушки фабричные
- 2008 — Мы такие разные

### Сингли
- 2003 — Про любовь
- 2003 — Море зовёт
- 2004 — 5 минут
- 2004 — Девушки фабричные
- 2004 — Лёлик
- 2004 — Рыбка
- 2005 — Он
- 2005 — За горизонт (разом з «Иванушки International»)
- 2005 — Не виноватая я
- 2006 — Романтика
- 2007 — Зажигают огоньки
- 2007 — Белым-белым
- 2008 — Мы такие разные
- 2009 — А любить так хочется
- 2010 — Али-баба
- 2010 — Я тебя зацелую
- 2011 — Остановки
- 2012 — Она — это я
- 2012 — Фильмы о любви
- 2013 — Не родись красивой
- 2015 — Секрет
- 2015 — Полюбила
- 2016 — А я за тобой
- 2017 — Бабочки
- 2018 — Вова Вова
- 2018 — Могла как могла
- 2019 — По мосту
- 2020 — Мама молодая
- 2020 — Позвони будь посмелей

## Премії
- 2003 — «Золотий грамофон» за пісню «Про любов»
- 2004 — «Стопудовий хіт»
- 2004 — «Золотий грамофон» за пісню «Лелик»
- 2005 — «Glamour» (попгурт року).
- 2006 — «Золотий грамофон» за пісню «Не винувата я»
- 2007 — «Золотий грамофон» за пісню «Запалюють вогники»